# 滨海圣西尔
滨海圣西尔（法語：Saint-Cyr-sur-Mer，法語發音：[sɛ̃ siʁ syʁ mɛʁ]）是法国普罗旺斯-阿尔卑斯-蓝色海岸大区瓦尔省的一个市镇，位于该省西南部，属于土伦区。

## 地理
滨海圣西尔（43°11'1"N, 5°42'31"E）面积21.15 平方千米，位于法国普罗旺斯-阿尔卑斯-蓝色海岸大区瓦尔省，该省份为法国东南部沿海省份，北起上普罗旺斯阿尔卑斯省，西北角与沃克吕兹省接壤，西接罗讷河口省，南濒地中海，东临滨海阿尔卑斯省。
与滨海圣西尔接壤的市镇（或旧市镇、城区）包括：拉西奥塔、邦多勒、拉卡迪耶尔达聚尔。
滨海圣西尔的时区为UTC+01:00、UTC+02:00（夏令时）。

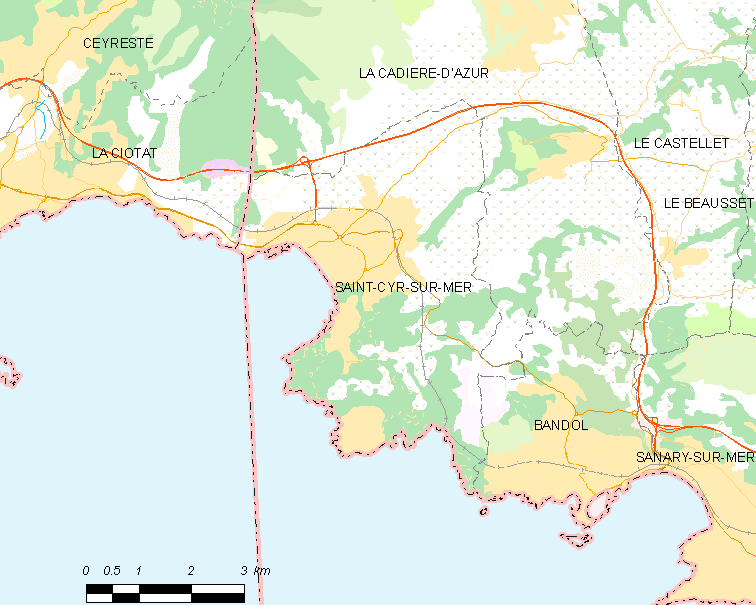
滨海圣西尔的OSM定位图

## 行政
滨海圣西尔的邮政编码为83270，INSEE市镇编码为83112。

## 政治
滨海圣西尔所属的省级选区为滨海圣西尔县。

## 人口

1962-2008年间滨海圣西尔人口变化图示

滨海圣西尔于2022年1月1日时的人口数量为11668人。